# Morell (Patrizierfamilie)

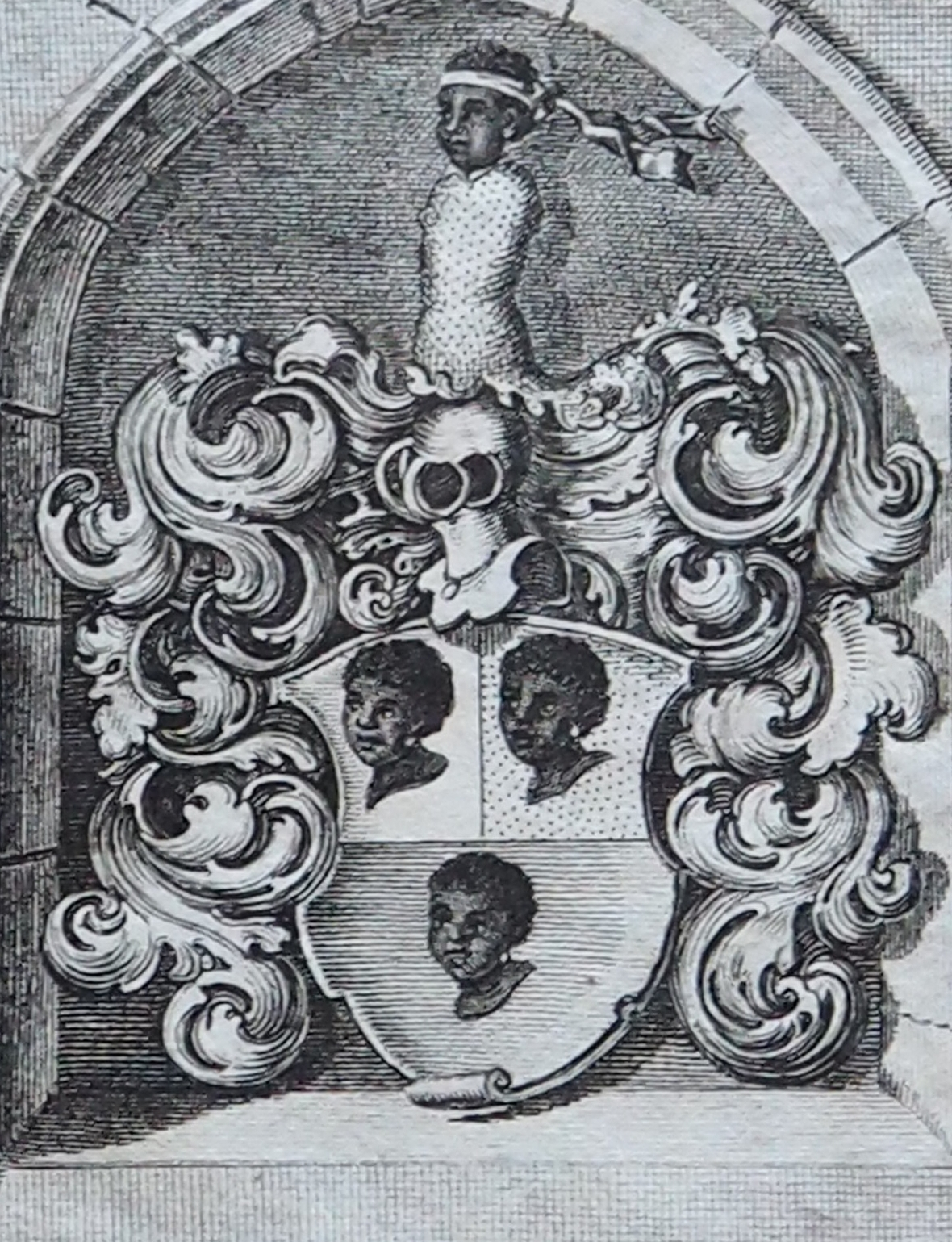
Wappen Morell, aus einem Exlibris von Johann Emanuel Wyss (um 1820)

Die Familie Morell ist ein seit der Reformation in Konstanz nachweisbares Savoyardengeschlecht. Die Morell saßen im 16. Jahrhundert im Rat der Städte Konstanz und Freiburg im Breisgau, im 17. im Großen Rat von Ravensburg, im 18. auch im Inneren Rat zu Augsburg. Seit 1662 besass die Familie auch das Burgerrecht der Stadt Bern. Die Familie gehörte dort der Gesellschaft zu Kaufleuten an und erlosch 1883 im Mannesstamm. In der Reichsstadt Lindau zählten die Morell am Ende des 17. Jahrhunderts zum Adel.

## Geschichte

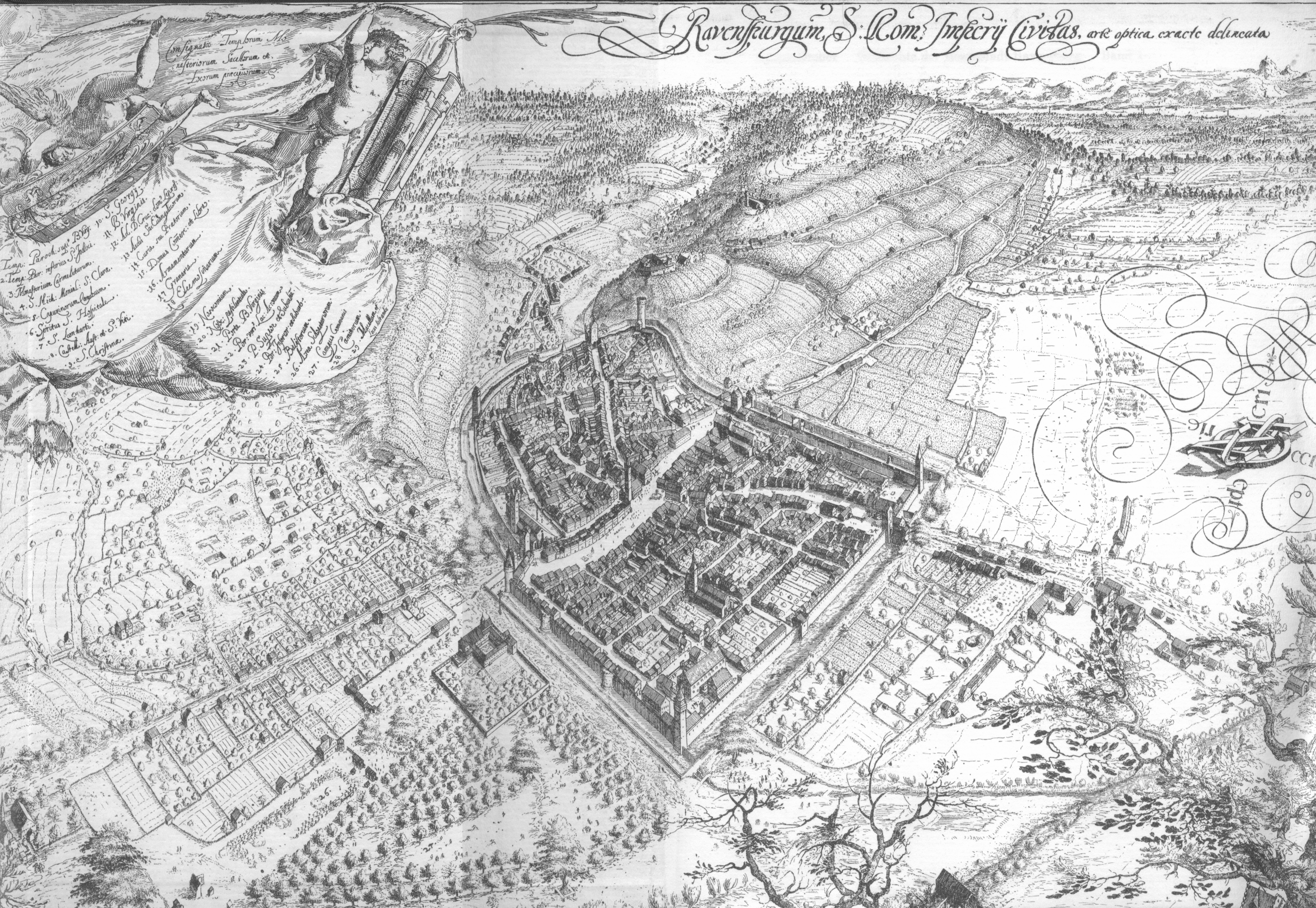
David Mieser und Johann Morell, Karte der Reichsstadt Ravensburg (1630)

Der Familienname Morell ist u. a. im Chablais, dem savoyischen Ufersaum des Genfersees, nachweisbar. Peter Morell wurde 1555 als Schwiegersohn des Savoyarden Andreas Kürsner in Konstanz als Bürger angenommen. König Ferdinand I. hatte am 8. März 1555 dem Konstanzer Hans Morell († 1576) einen erbländisch österreichischen Wappenbrief ohne Lehenartikel verliehen. Dieses Wappen ist dargestellt in Siebmachers Wappenbuch, 2. Band von 1703, in der Abteilung Lindauische Adeliche Geschlecht. Ein weiterer Hans Morell war 1582 bis 1603 Mitglied des Kleinen Rats in Konstanz.
Der Kartograph und Kupferstecher Johann Morell (1604–1672) war Ratsherr der Reichsstadt Ravensburg und wurde 1654 sowie auch 1669 als evangelischer Abgeordneter zum Reichstag in Regensburg gesandt, wo er zuletzt bis 1671 blieb. Das Morell’sche Wappen ziert auch das Porträt seines Urenkels, des Juristen Johann Georg Morell (* 3. September 1690 in Ravensburg; † 6. August 1763 in Augsburg). Er wurde 1730 Ratsherr des Inneren Rats und Bürgermeister der Reichsstadt Augsburg. Dieses Amt hatte er 24 Jahre bekleidet, als er 1754 zum Baumeister erwählt wurde, mit dem damit verbundenen Scholarchat. Sein Sohn Johann Gottfried Morell (1720–1789) war ebenfalls des Inneren Rats, sowie Kaiserlicher Hofpfalzgraf, Baumeister und Scholarch zu Augsburg. Auch sein Porträt ist mit dem Morell’schen Wappen geschmückt.
Der Salzbuchhalter Hans Jakob Morell (II.) (1616–1663) wurde 1643 in Bern als ewiger Einwohner angenommen, das volle Burgerrecht erhielt er 1662. Aus seinem Besitz dürfte die Morell-Schale stammen, welche die Brüder Niklaus Bernhard und Karl Friedrich Morell 1794 der Bogenschützengesellschaft schenkten. Abraham Morell und dessen Sohn Karl Friedrich Morell besassen von 1764 bis 1836 die Apotheke an der Berner Kreuzgasse, die heutige Rathaus-Apotheke im Haus der Gesellschaft zu Zimmerleuten.

## Personen
- Johannes Morell, des Rats zu Konstanz 1582 bis 1603
- Hans Jakob Morell (I.), des Grossen Rats zu Konstanz 1583 bis 1590
- Jakob Morell († 1634), in Strassburg
- Johannes Morell (1759–1835), 1798–1800 Obersekretär und 1800–1803 Präsident der thurgauischen Verwaltungskammer, ab 1807 Ehrenbürger von Frauenfeld, 1803 war er Mitglied der thurgauischen Regierungskommission, 1803–1835 des Kleinen Rats sowie 1803–1831 des Grossen Rats, seit 1814 Mitglied der Verfassungskommission, amtierte 1815–1831 abwechselnd mit Joseph Anderwert als Landammann; auf seine Initiative wurde 1805 die Kantonsbibliothek und 1807 die Casinogesellschaft Frauenfeld gegründet

Zweig Augsburg
- Johann Georg Morell (1690–1763), des Inneren Rats und Bürgermeister der Reichsstadt Augsburg
- Johann Gottfried Morell (1720–1789), des Inneren Rats der Reichsstadt Augsburg und Kaiserlicher Hofpfalzgraf

Zweig Bern
- Hans Jakob Morell (II.) (1616–1663), Buchhalter des Salzamtes im Thurgau
- Andreas Morell (1646–1703), Numismatiker[14]
- Hans Jakob Morell (III.) (1675–1747), Pfarrer zu Veltheim und am Berner Münster, ab 1744 Dekan, Badkonzessionär zu Schinznach
- Niklaus Bernhard Morell (1754–1835), Salzbuchhalter, Mitglied des Grossen Rats 1795, Obmann der Reismusketen-Schützengesellschaft 1799, Salzhandlungsverwalter 1824
- Karl Friedrich Morell (1759–1816), Botaniker, Chemiker und Apotheker
- Bernhard Rudolf Morell (1785–1859), Architekt
- Samuel Abraham Morell (1799–1883), ultimus, Pfarrer zu Lüsslingen und in Bern
- Eduard Rudolf Morell (1805–1862), Oberst in neapolitanischen Diensten

## Galerie

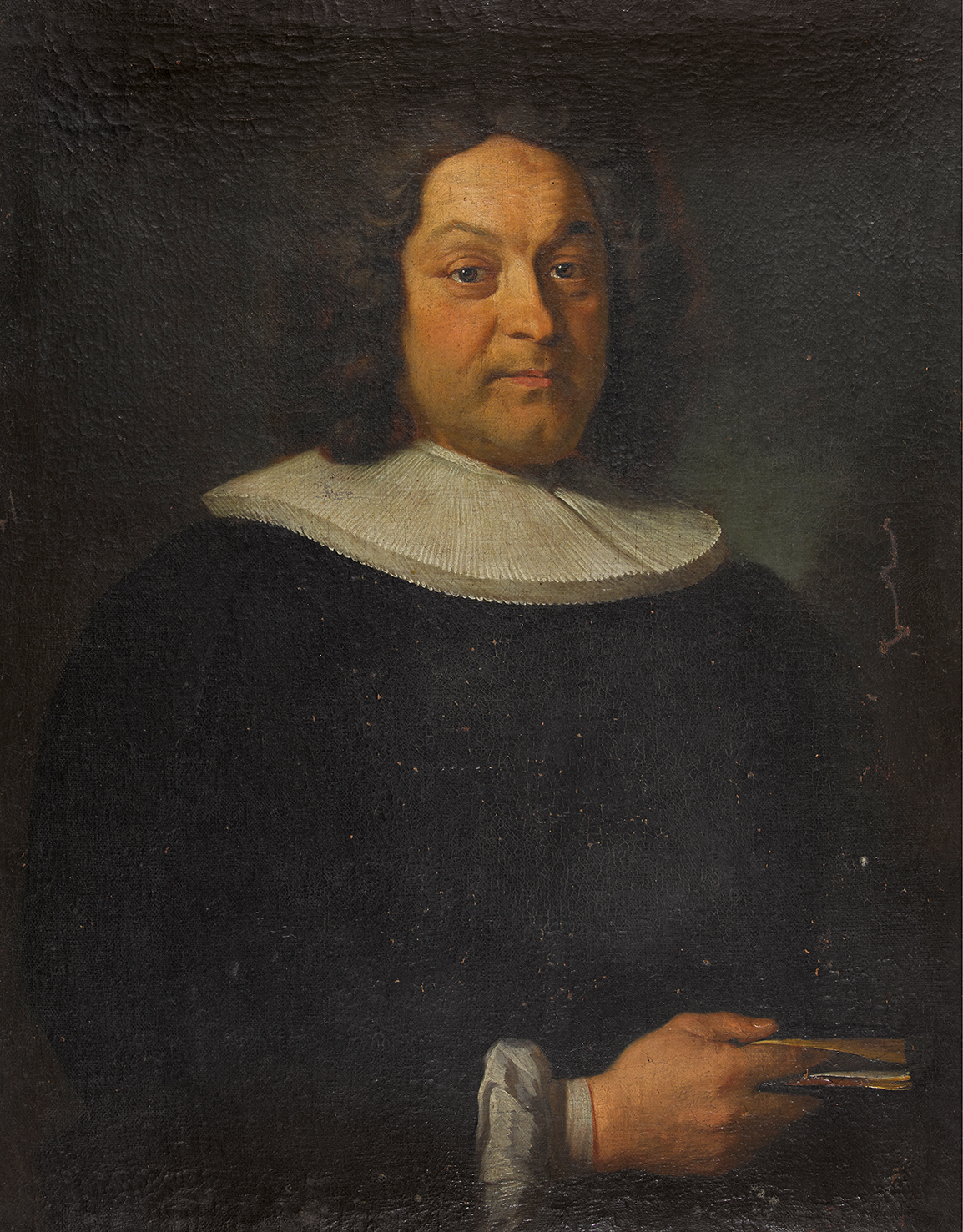
Johann Jakob Morell, Pfarrer zu Veltheim und Dekan am Berner Münster
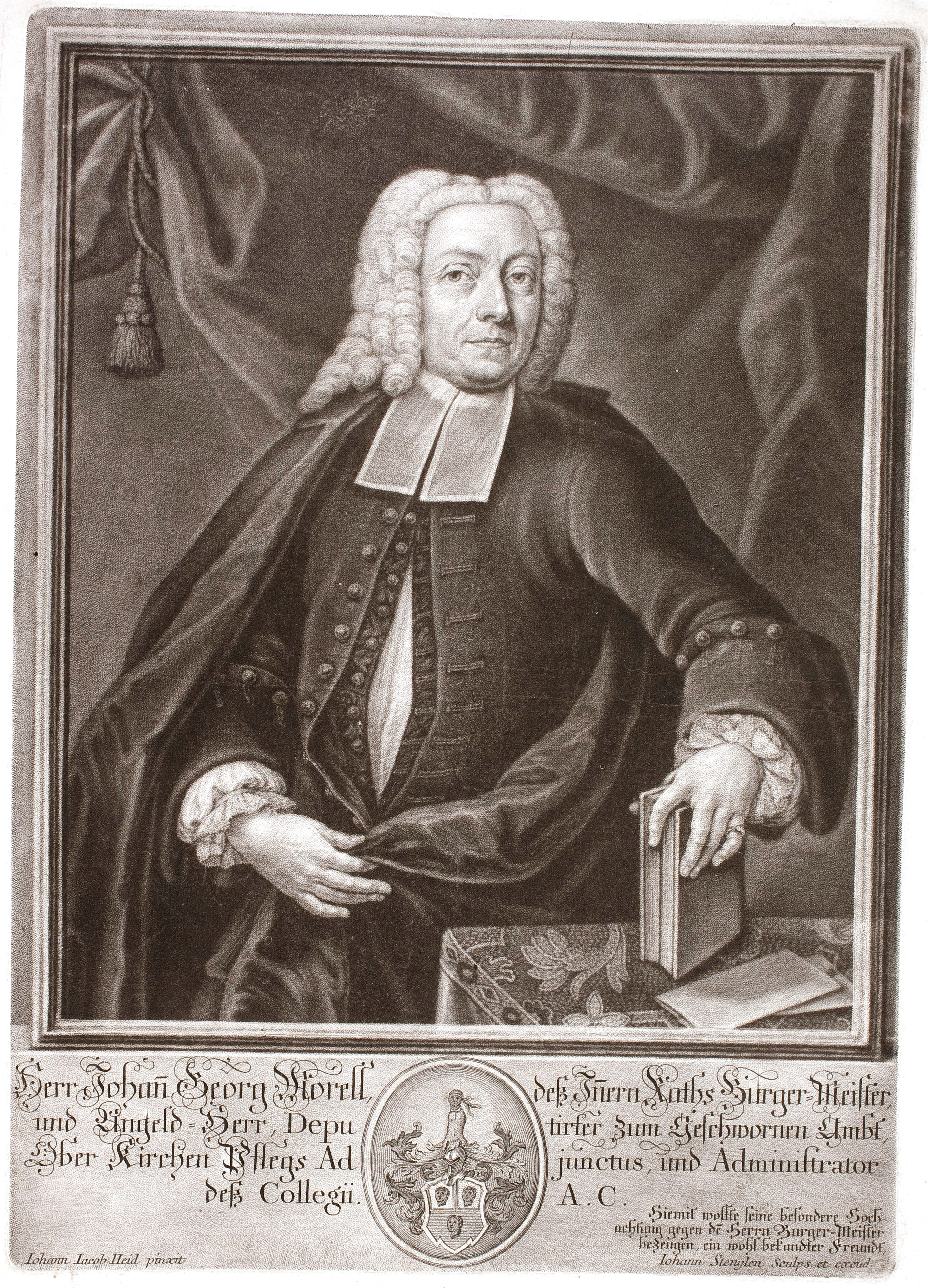
Johann Georg Morell, des Inneren Rats und Bürgermeister der Reichsstadt Augsburg
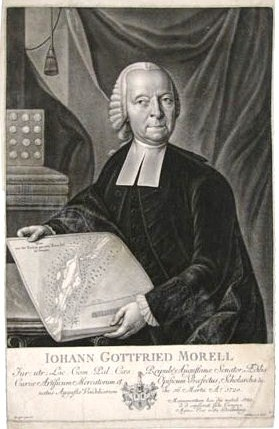
Johann Gottfried Morell, des Inneren Rats der Reichsstadt Augsburg und Kaiserlicher Hofpfalzgraf
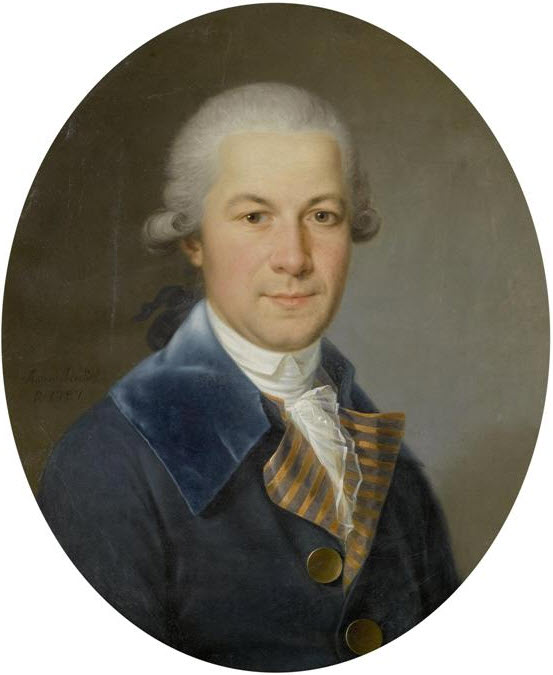
Niklaus Bernhard Morell, des Grossen Rats der Stadt Bern

## Trivia
In Augsburg wurde die Morellstraße nach dem Bürger- und Baumeister Johann Georg Morell (1690–1763) benannt. Sie war wiederum Namensgeberin für den Bahnhof Augsburg Morellstraße.
In Bern ist der Morellweg nach der Familie benannt.
Der Johann-Morell-Weg in der Kernstadt von Ravensburg ist nach dem Kartographen Johann Morell (1604–1672) benannt.

## Archivalien
- Notizen betr. Karl Friedrich Morell (1759–1816), Sanitäts- und Bergrat in Bern, sowie einige Angaben über die Familie Morell, GEN 217 im Katalog des Staatsarchivs Bern.
- Streubestände zur Familie Morell im Katalog der Burgerbibliothek Bern